# アルメニア州
アルメニア州（アルメニア語: Հայկական մարզ、ロシア語：Армянская область）は、1828年から1840年までカフカース地域に設置されたロシア帝国の地方行政区画である。その州域は、現在のアルメニア中央部とトルコのウードゥル県およびアゼルバイジャンの飛び地のナヒチェヴァン自治共和国にほぼ相当し、その面積は約2万1千平方キロメートルに及んだ。その州都はエリヴァニであった。

## 歴史
1828年の第二次ロシア・ペルシャ戦争後に、ロシア帝国とガージャール朝との間で同年2月10日に結ばれたトルコマーンチャーイ条約によって、ガージャール朝が支配していたエリヴァン・ハン国とナヒチェヴァン・ハン国の旧領地がロシア帝国に割譲された。同年3月21日、ロシア帝国はその割譲地にアルメニア州を創設した。同年、ウクライナ・コサック出身の軍事指導者で、第二次ロシア・ペルシャ戦争において、アルメニアの都市エチミアジンを攻撃したガージャール朝軍を撃退したイヴァン・パスケーヴィチは、「エリヴァニ伯」の称号を授与されている。アハルカラキ、タシル、ガザフおよびナゴルノ・カラバフなどの一部の東部高山地域は、この地域には含まれていなかった。
1829年、バルト・ドイツ人でありドルパート大学の教授で博物学者のフリードリヒ・パルロットは、アララト山登頂の一環として、州内を旅行した。アルメニア人の作家ハチャトゥル・アボヴィアンと他の四人の同行者を伴い、現在はイェニドアンと呼ばれるアコリ村にあったアコリ・聖イアコフ修道院を登山基地として使用して、パルロットは記録上確認できる史上初のアララト山登頂を果たした。
アルメニア州における中心地は東アルメニア最大の都市エリヴァニで、その人口は約1万3千人を数え、その半数以上がアルメニア人であった。その他の都市では、セヴァン湖の南方にあるナヒチェヴァンがある。全アルメニアのカトリコスが置かれたエチミアジンは、アルメニア人にとって歴史的、文化的および精神的中心地としての役割を果たしていた。
アルメニア州の統治機構は、二人のロシア人軍人、アルメニア人とムスリムから一人ずつの代表、他に執行・財務・経済・司法を担当する三人の顧問から構成される特別委員会により運営されていた。ムスリムの代表は、トルコ人・タタール人 (アゼルバイジャン人)・ペルシア人およびクルド人の中から協議で選出されていた。特別委員は税金と関税の徴収を担当した。
アルメニア州の廃止は、1840年4月10日のロシア皇帝ニコライ1世の勅命により承認され、翌1841年1月1日より発効した。
アルメニア州の大部分は、グルジア県やイメレチア州を廃止・統合する形でグルジノ・イメレチア県へと再編されている。しかしながら、ナゴルノ・カラバフや南東部の一部地域について、シェマハを州都とし、ムスリムのアゼルバイジャン人が多数派を占める新設のカスピ州に属すことになり、失望が広がった。また、グルジノ・イメレチア県に属すことになったアルメニア系住民の間でも、同じキリスト教徒だが民族的に異なるグルジア人が多数派を占めるグルジノ・イメレチア県への帰属に不安が広がり、民族的または宗教的な帰属意識を無視した行政区画の再編に対して、先住民族の間で不満が生じた。アルメニア州の撤廃に伴い、アルメニア人の間でアルメニアの自治への幻想が急速に萎んだ。 
しかし、1849年、皇帝の特別命令により、独立した行政区画としてエリヴァニ県が設置されることになった。

## 人口
アルメニア州の設置当時、アルメニア州においてアルメニア人が占める割合は、全人口の3分の1程であった。
14世紀の半ばまで、アルメニア人は東アルメニアの大多数を占めていた。ティムールの征服戦争の結果、14世紀末までに、これらの領土はテュルク系民族の恒久的な定住地となり、イスラム教が支配的な宗教に変わった。アルメニア州に相当する地域に残るアルメニア人にとって、これは直接的な異民族・異教徒による支配の始まりであった。
東アルメニアにおけるイラン系王朝による長期にわたる支配期間（1555年–1828年）、いずれのイスラーム王朝も地元のアルメニア人を強制的にイラン国内のムスリムが多数派を占める土地に移住させ、代わりにアルメニア州へムスリムの入植を積極的に進めた。
東アルメニアがロシア帝国の統治下となり、ロシア政府がイランとオスマン帝国の領内に住んでいるアルメニア人に対して、アルメニア州内への帰還または移住を奨励したため、アルメニア人の人口は大幅に増加した。1804年以降、あるいは1795年まで遡ってイラン領内に住んでいたアルメニア人の捕虜は、帰還を許可された。1832年までに、約4万5千人のアルメニア人が州内において定住生活を営んでいた。